# Limenitis epizygis
Limenitis epizygis är en fjärilsart som beskrevs av Hans Fruhstorfer 1915. Limenitis epizygis ingår i släktet Limenitis och familjen praktfjärilar. Inga underarter finns listade i Catalogue of Life.